# بنارس (فیلم ۲۰۰۶)
بنارس: داستان عاشقانه عارفانه (به هندی: Banaras) یک فیلم سینمایی هندی محصول سال ۲۰۰۶ به کارگردانی پانکوج پاراشار با بازی اورمیلا ماتوندکار، دیمپل کاپادیا، راج بابار، آشمیت پاتل است.